# Jan Jeník
Jan Jeník (6. ledna 1929 Třebomyslice – 13. února 2022) byl český botanik zabývající se strukturou kořenových systémů lesních stromů.

## Život
V roce 1952 vystudoval lesní inženýrství na ČVUT v Praze. Později se na Karlově univerzitě stal kandidátem biologických věd, docentem geobotaniky a v roce 1990 profesorem botaniky. V průběhu svého života působil na několika zahraničních univerzitách a projektech koordinovaných UNESCO. Publikoval řadu odborných článků a publikací. Pracoval na Katedře botaniky Přírodovědecké fakulty Univerzity Karlovy a v Botanickém ústavu Akademie věd ČR v Průhonicích.

## Ocenění
V roce 1993 dostal Cenu sultána Kabúse za ochranu životního prostředí.
V roce 1994 byl oceněn Cenou ministra životního prostředí (v prvním roce jejího udělování) „za celoživotní práci v oblasti ochrany životního prostředí“.